# フレーム (自転車)

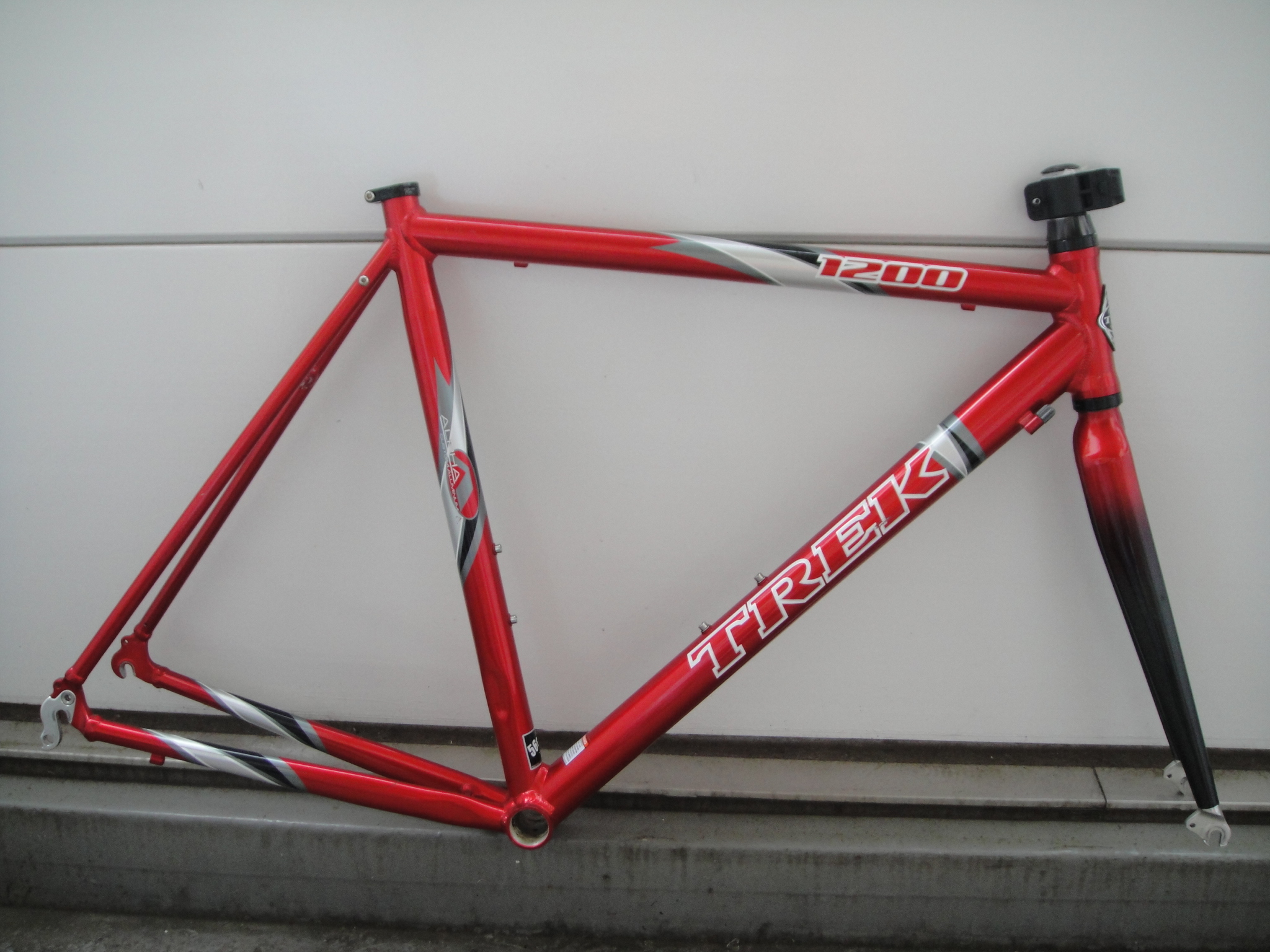
ロードバイクのフレームの一例

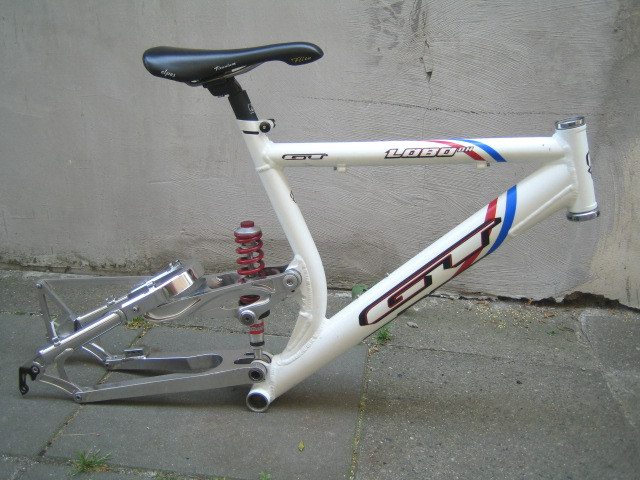
マウンテンバイクのフレームの一例 後三角は普通のシートステイ・チェーンステイではなくサスペンションが装備されている

フレーム (frame) は、自転車の車体部で、前後の車輪を連結させ乗り手の体重を支える役割を担う部分。その素材に関してはフレーム素材 (自転車)を参照すること。

## フレーム形状の種類
ごく簡単には、ダイヤモンド形（ダイヤモンドフレーム）とその他に大別される。規格では日本工業規格JIS D 9401（自転車 - フレーム）がある。防犯登録などでの識別目的、メーカーや販売店の分類など、分類法などに小異があることもある。
- ダイヤモンド形
- - スタッガード形

トップチューブのサドル側取り付け位置を下げて斜めにしたもの。
（スタッガード: staggered は英単語 stagger の動詞としての過去・過去完了型で、英語ではこの形の自転車のフレームを指す場合stagger とすることが多いが、日本では昔からスタッガーと呼ぶことはほとんどなく、専らスタッガードと呼んでいる）
海外ではstaggerを含むトップチューブを下げたものの総称としてステップスルーフレーム step-through frame (オープンフレーム open frame、 ローステップフレーム low-step frame)などと呼ばれる。
  - ダブルループ形

スタッガードのトップ/ダウンチューブを下向きに湾曲させ乗降性をより向上させたもの。
  - パラレル形

トップ/ダウンチューブを平行にしたもの。派生的な形態として、異形パイプ材が一般化した現在では、極太楕円形や角形のシングルチューブとしているものも多い。
  - ミキスト形

ヘッドからリアエンドまで一直線にパイプが通っている形のもの。
  - ベルソー形

ミキストの亜流でトップチューブを下向きに湾曲させ乗降性をより高めている。
  - H形

トップチューブとダウンチューブのおおよそ中間の位置に太いシングルチューブを持つもの。
側面から見た時にハンドルからフロントホークとシングルチューブ、シートチューブがH字形になる。
性能的なメリットは中途半端だが、シンプルで軽快な外観が特徴。
特に折りたたみ自転車ではヒンジを減らせるシングルチューブの製品が多いこと。ヒンジの位置が低すぎず折りたたみの際の作業性がいいことから多く採用される。
  - U形

H型よりも低い位置に、ダウンのみのシングルチューブを持つもの。ハンドルからダウンチューブ、シートチューブまでのラインがU字形になる。
婦人用、電動アシスト自転車に多く、乗降性を重視した形態である。
  - L形

U型の底部を延長した直線部を持つもの。前部チャイルドシートの設置クリアランスを大きくした婦人･家庭むけ。
駐輪場などでの取り回しと乗降性を考慮し、小径車輪で全長･車高を抑えたものも多い。

- ペダーセン型

吊り橋に似た、ダイヤモンド型とは別個の力学的構造に基づくフレーム。開発者のペダーセンが事業に失敗したことや、ダイヤモンド型に比べ工数が多く高価なこともあり一旦は忘れ去られたが、独特の形状への根強い支持からリバイバルされ少数生産されている。

## ダイヤモンドフレームの特徴
ダイヤモンド(型)フレームは、2個の三角形を一辺で接合した・または中央の頂点を一本の線でつないで分割した平行四辺形をしている。前側を前三角、後ろ側を後三角などと言う。
ダイヤモンド型は安全型自転車の発明の後、多くの製作者が試行錯誤を繰り返して生き残ったデザインである。トラス構造と同じ三角形の組み合わせで強度が高く、汎用鋼管の組み合わせで製作でき生産性に優れ、寸法自由度も高く個々人の体格に合わせたオーダーメイドも容易である。日本のようにその台数の多くがダイヤモンド型でないような文化圏においても、ピクトグラムにおける自転車はもっぱらダイヤモンド型であることなどからも、代表的なデザインであると言える。現在ある他の形式も、多くは乗降性の観点からトップチューブの配置をアレンジしたダイヤモンド型の派生である。特に後三角はほとんど変化が無かったが、21世紀に入る頃からロードバイクにおけるカーボンモノコックの採用、マウンテンバイクでのリアサスペンション搭載化により多彩な形態が現れてきている。
トップチューブがあるために、乗車の際には後輪の上を跨ぐか、リヤに大きな荷物がある場合は足を大きく上げて跨ぐ必要があり、女性の場合スカートばきでの乗車には不向きである。このため、現代日本の多くの軽快車は男女兼用デザインとしておりダイヤモンド型はほとんどない（'90年代のブリヂストン「メッセージ」など、過去皆無ではなかった）。実用車は古くからの型であるためダイヤモンド型が基本だが、そうでないものもある。また日本において昔おこなわれた、子供の変則的な乗り方「三角乗り」は、ダイヤモンド型フレームならではのものであった。
現在のロードレースにおいて国際自転車競技連合 (UCI) は規定により、ダイヤモンドフレーム以外のフレームは認めていない。UCIの管轄ではないトライアスロンでは、空力を考慮した多様な形状のフレームが見られる。1990年代中頃には、ロードレースのタイムトライアル競技で空気抵抗を軽減したダイヤモンド型でないフレームも使われたことがあった。トラック競技では、アワーレコードにおいて1993年のグレアム・オブリーの記録挑戦・達成と、それ以降の何人かのアワーレコードでダイヤモンド型でないフレームが使われたが、UCIは2000年にそういった自転車でのアワーレコードを認めないこととした。
マウンテンバイクは、初期にはホリゾンタル（後述）の、続いてスローピングのダイヤモンドフレームを使用してきたが、現在ではサスペンションを前後に装着している車体も多く、前三角と後三角（うしろさんかく）が独立してピボットを介して繋がれサスペンションで衝撃を和らげる「フルサスペンション」フレームが主流になりつつある。詳しくはマウンテンバイクの項目を参考のこと。
折り畳み自転車のように収納のための構造であったり、リカンベントのように乗車に通常の自転車のような態勢を取らない特殊な自転車は独自のフレーム構造である。

## フレームの構造

### 各種パイプの名称

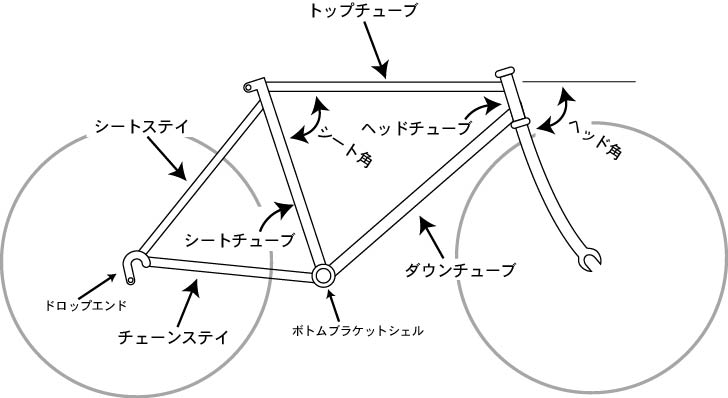
自転車のフレームパイプ

ダイヤモンドフレームを構成するパイプは以下のように分かれており、各々のパイプが「ラグ」というジョイントを用いた溶接、あるいは接着という方法で組み合わさっている。
トップチューブ上パイプ、上管ともいう。ヘッドチューブとシートチューブ上端を繋ぐパイプ。
ヘッドチューブヘッドパイプ、頭管ともいう。ヘッドパーツがこのパイプの上下を挟み、フロントフォークのステアリングコラムが内部を貫通する。
ダウンチューブ下パイプ、下管ともいう。ヘッドチューブとシートチューブ下端を繋ぐパイプ。
シートチューブ立パイプ、立管ともいう。トップチューブとダウンチューブを繋ぐパイプ。シートポストがこのパイプに上から差し込まれる。
ボトムブラケットシェルダウンチューブ・シートチューブ・チェーンステイの交点で3本全てを繋ぐパイプ。この部分（のパーツ群）をボトムブラケットと言う。
シートステーバックホークともいう。シートチューブ上端と後輪軸を結ぶパイプ。左右で一対ある。左右のシートステーは途中1本の短いパイプで繋がれる。これを「シートステー・ブリッジ」と呼ぶ。先端をトップチューブに固定するものは「クロスドシートシテー」と呼ぶ。キャリパーブレーキを取り付ける穴がある。
チェーンステーシートチューブ下端と後輪軸を結ぶパイプ。左右で一対ある。左右のチェーンステーは途中1本の短いパイプで繋がれる。これを「チェーンステー・ブリッジ」と呼ぶが、フレームによっては省略されることもある。
フロントフォーク前ホークともいう。フロントフォークは前輪をフレームに固定して、路面からの衝撃を緩和する働きをしている。正確にはフレームの中には含まれないが、ロードバイクに限っては便宜上フレームの一部として扱われることが多い。フロントフォークも参照。

### フレームの各部
自転車フレーム各部の大まかな区分けとして以下の呼称がある。
前三角トップチューブ、ヘッドチューブ、ダウンチューブ、シートチューブ、ボトムブラケットシェルを合わせた総称。
後三角（うしろさんかく）リヤ三角ともいう。シートチューブ、ボトムブラケットシェル、シートステー、チェーンステーを併せた総称。
エンド車輪とフレームを繋ぐ所。前輪側を「フロントエンド」、後輪側を「リヤエンド」と呼ぶ。

## フレームの設計

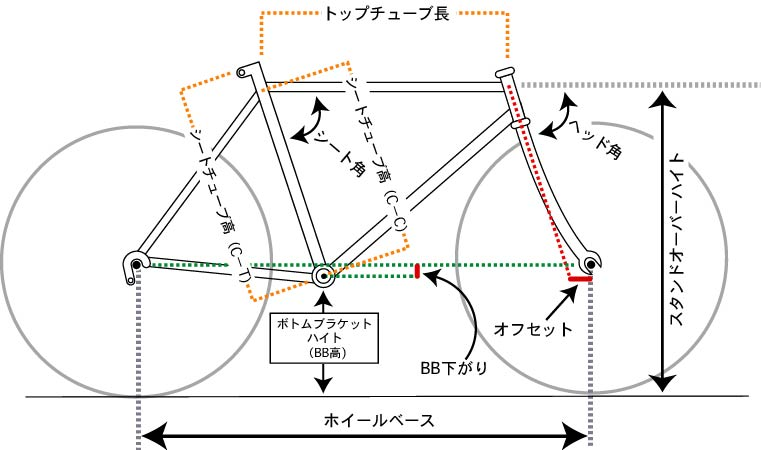
自転車フレームのジオメトリー

フレームを見極めたり、製作するにあたり、以下の数値が重要な決め手となる。総称して「フレーム・スケルトン」と呼ばれる。

### トップチューブ長
ヘッドチューブの芯からシートチューブの芯までのトップチューブの長さ。略して「トップ長」と呼ぶこともある。ロードバイクの適正サイズを選ぶ上でこの数値が最重要となる。ただし最近のスローピングフレームはトップチューブ自体が水平でないので選択には注意を要する。しかしながら、大抵のメーカーには実際の長さの実質トップチューブ長とホリゾンタルフレームに仮想して計算上出した仮想トップチューブ長を並記していることが多い。

### シートチューブ長
シートチューブの長さ。ほとんどの自転車の適正サイズを選ぶ上で最重要な数値。この数値を誤ると、極端に大きくて足を着くたびにトップチューブと股が接触し、痛くて乗れないようなサイズのもの、逆に小さ過ぎてサドルピラーを一杯に上げても膝が伸び切らず、走ることができないようなサイズのものを選んでしまうことになる。長さの表記方法には2種類ある。
- C-C（センター - センター）：ボトムブラケットの中心～トップチューブとの接合点まで。別名「芯・芯」。
- C-T（センター - トップ）：ボトムブラケット中心～シートチューブの天辺まで。別名「芯・トップ」。

またスローピングフレームではホリゾンタルフレームに換算して出した計算上の仮想シートチューブ長が表記されることもある。
ホリゾンタルフレームにおいてC-T（センター - トップ）の長さは、（靴底の厚さを考慮して）乗車に用いる靴を履いた状態の股下から250mm 引いた長さが一般的な目安とされる。

### ヘッド角・シート角

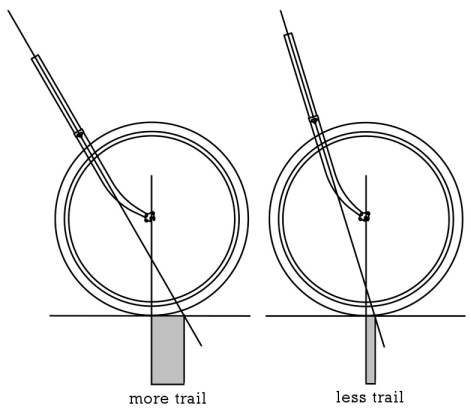
ヘッド角の変更によるトレイル量の変化。右:ヘッド角を大きくすると、トレイル量が少なくなる。左:ヘッド角を小さくすると、トレイル量が多くなる。

乗り心地（セルフステア特性）を決定する数値。ヘッドアングル、シートアングルとも呼ぶ。軽快に走る用途のロードバイク、スポルティフで72-75度、未舗装路の上り坂を考慮した車種マウンテンバイク、ランドナーなどで70-72度、実用車など最適乗車速度の小さい用途の車種は68度程度が多い。上述のように用途によって最適なヘッド角・シート角が異なってくるが、一般的なスポーツサイクルにおいては72-73度程度のヘッド角・シート角が扱いやすく最も基本的なヘッド角・シート角である。ヘッド角が大きい (ヘッドチューブとフロントフォークが立つ) ほど、機敏な操作が可能になるが安定性がなくなり、ヘッド角が小さい (ヘッドチューブとフロントフォークが寝る) ほど、安定感は増すが操作が鈍重になる。また、トレールが、大きければ大きいほど直進安定性が高まる。ヘッド角とシート角が同一の数値のものを「パラレル」、そうでないものは「アンパラレル」と表現することがある。

### ホイールベース
直進安定性を決定する数値。一般的には前車軸-後車軸間。数値が短いと機敏な動きが可能になり、長いと直進安定性が増す。競輪などで使われるトラックレーサーは短め、ランドナー、スポルティフは長めに出されている。
　「JIS D9301　一般自転車」でトウクリアランス（ペダル踏面の中心からペダル軸に直角方向に測った、タイヤ又は前どろよけまでの最短距離）は「89mm以上でなければならない。ただし、トウクリップなど足固定装置付きのものには、適用しない。」と定められている。フロントセンター（前輪車軸とBBの距離）はこの規定から無暗に短くすることができない（小径自転車では自転車の運転に必要なコクピット長が制約の理由となる）。また、リアセンター（後輪車軸とBBの距離）は同JISの操縦安定性から長さが規定される。この結果、ホイールベースは一定の長さが必要となる。

### BB下がり、ボトムブラケットハイト
車体の重心の高さを決める上で重要な数値。BB下がりはハンガー下がり、ハンガードロップ、ボトムブラケットハイトはBB高、ハンガー高とも呼ぶ。BB下がりとボトムブラケットハイトは相補的な関係にある。ボトムブラケットの位置が低いと低重心になり安定するが、低すぎるとカーブを曲がった時にペダルが地面に当たり転倒する危険性が出てくる。ボトムブラケットの位置が高いとオフロードでの走破性が高くなるが、高すぎると左右に不安定になる。BB下がりの値は絶対的なものではなく、車輪の径によって相対的に変化する。700Cではだいたい65-75mmほどに設定され、小径になるほどこの値は少なくなってマイナス（BBが前輪後輪軸よりも高くなる）の値をとる。
　『JIS D9301　一般用自転車』で「ペダル接地角は、25°（子供車では20°）以上でなければならない。」とされる。ペダル接地角でのBB高さ（地面からBBまでの高さ）は次式で表される。これよりBB高さは車輪径に関わらず概算260mm以上が必要になるのがその理由である。

[ペダル接地角でのBB高さ]＝（[車体中心からクランクのペダル取り付け面までの距離]＋[ペダルの幅]）×tan （[ペダル接地角]）＋[ペダル厚さ]÷2＋[クランク長]

### チェーンステー長
加速の機敏さを決定する上で重要な数値。この値が短ければ短いほど加速の切れがよくなるが、あまりに短いと車体が不安定になり、また短すぎると後輪のタイヤの選択が限られたり、走者の踵が変速機や後輪軸に接触する可能性、または後輪自体が装着不能になってしまうので、数値の設定には限界がある。車輪径によって相対的に数値が変化し、700CではTTバイクを中心にしてシートチューブを曲げてまでチェーンステー長を短くする例もあるが（サーヴェロのPシリーズ、スペシャライズドのトランジションなど）、自転車は元々後輪に重心が寄っている乗り物であるため650C以下のフレームでチェーンステー長を限界まで詰めると重心位置が後輪に近づきすぎ車体が不安定になる。またチェーンステー長を規定するものとして、「JIS D9301 一般用自転車」の操縦安定性の規定「サドルを最後方位置にし、適応乗員体重の±5kgの乗員がその最後方部に座乗して、両手でハンドルにぎり部をつかんだときに、自転車及び乗員の合計質量の25%以上が前車輪にかからなければならない。」がある。自転車の乗車姿勢にも関連するが、チェーンステー長を短くした場合、この規定に抵触することとなるのが、チェーンステー長を無闇に短くできない理由でもある。

### オフセット
ヘッドチューブの角度に沿って下に延長させた位置からフロントフォークがどれだけ前に出ているかを示す数値。この数値が大きいと振動衝撃耐性に優れると言われている。よく勘違いされるが、オフセットが大きいと直進安定性が増し、また少ないと機敏なハンドリングとなる（ホイール・アライメント#キャスタ角の役割のキャスタートレールも参照）というのは間違いである。ホイールの径と、ヘッド角の設定によっては、オフセットにより操縦安定性に影響するトレール値は大きくなることもあれば、小さくなることもある。また市販のカーボン製フロントフォークにも既存のバイクからの交換の目安のためにこの数値は必ず表記されており、だいたい40-50mmくらいで設定されている。ドミフォン競技用のステイヤーバイクでは、全走するペーサーと呼ばれるバイクに近づくことを目的に前輪に小さい径のホイールが用いられたため、オフセットがマイナス（逆反り型）のフロントフォークが使われたこともあった。この場合でもヘッド角の調整により適切なキャスタートレールが設定されている。

### スタンドオーバーハイト
地面からトップチューブ中心部までの高さ。英語では「S.O.」と表記されることが多い。マスプロメーカーのロードバイクでは表記されてはいるが、フレームのみ販売のメーカーだと表記されていないことが多い。またマウンテンバイクの場合はトップチューブのスローピング角がきついので、トップチューブのどの位置をもって計測しているのかでスタンドオーバーハイトが大幅に変わるので注意を要する。

### 細部処理

#### リアエンド処理
主に外装変速機の有無によってリアエンドの処理が変わる。
ホリゾンタルドロップアウト
開口の向きが水平かそれに近い角度のエンドのことで、チェーンのテンション調整が可能である。テンション調整が必要な固定ギアや、 (外装変速機が無いため) テンショナーの無いシングルスピード等ではこちらが使われる。正爪と逆爪がある。
- 正爪エンド

トラックレーサー (ピスト) に使われることからトラックエンドやピストエンドとも呼ばれる。真後ろに開口しており、トラックレーサーに限らずBMXや、クイックリリースが不要なシティサイクルにも用いられる。構造上チェーンが外れないので後輪をクイックリリースにする意味がなく、車軸はナットで締める。
- 逆爪エンド

フォワードドロップアウトともいう。ロード車に使われたことからトラックエンドに対しロードエンドとも呼ばれる。緩い角度で前方斜め下方に開口しており、後輪のクイックリリースにも対応する。バーチカルドロップアウトを斜めに伸ばしたものと見ることもできる。汎用性が高く、ホイールハブのOLD幅さえ合えば外装変速機にもシングルスピードや固定ギアにも対応できる。カンパニョーロが製造しているためカンパニョーロタイプとも呼ばれる（クイックリリースナットが当たる面に「Campagnolo」の刻印がある）。
ストレートドロップアウト・バーチカルドロップアウト
ホリゾンタルドロップアウトに対しバーチカルドロップアウトとも呼ばれる。開口部がほぼ下を向いており、チェーンのテンション調整ができないので固定ギヤは不可能であり、通常、外装変速機が必須である。ホイールの脱着がしやすいのでスポーツ自転車、特に輪行に供する車種でこのリアエンドを採用するものが多い。俗に「ストドロ」と略す。
スルーアクスル
特に高負荷のダウンヒルなどのMTB用として開発された新しい形式で、エンド部に切り欠きが無く環になっており、ホイールの位置を合わせて側面から車軸を挿し込んで固定する。従来形式に比して剛性に優れ、走行中の脱輪事故の可能性を軽減できることに加えてディスクブレーキとの相性がよいことから、2010年代後半からMTB以外にもディスクブレーキの普及の後を追って広まる動きを見せている。

#### 台座
フレームに必要な各種部品を取り付けるためにフレームに溶接する設置具を「台座」と呼ぶ。1950年代のロードバイクにはフレーム強度を弱めるという観点から溶接を一切避け、金属バンドで止めてあった時代もあった。
ブレーキ台座
MTB、BMXなどで カンチレバーブレーキ、Vブレーキ、Uブレーキをつけるために必要なもの。フロントフォークに1対、シートステー・チェーンステーのどちらかに1対ある。2000年代からMTBではディスクブレーキが主流であり、取り付ける台座がフォーク左下端フロントエンド近くと、左リアエンド近くに形成されている。
レバー台座
初期のロードバイクなどのようにダウンチューブ用シフトレバー（いわゆるダブルレバー）を設置するために必要なもの。バンド止めでなければ特定のメーカーの特定の製品専用になる。現在でもケーブルの取り回しに必要なため、溶接されることが多いが、シマノが一体型レバー「シマノ・トータル・ インテグレーション」を登場させて以来、ダウンチューブ用シフトレバーが取り付けられる台座ではなく、単なるケーブル受けを溶接することが多い。
フロント台座
マウンテンバイクのフロントディレイラーの一種に特殊な台座を必要とするものがある。それを取り付けるための台座。現在ではあまり見られない。

#### ケーブル処理
無線電動などを除く機械的な変速機やブレーキを使用するためには操作部から動作部までワイヤなどのケーブルを這わせなくてはならない。ケーブルの通し方で3種類、そのための処理が2種類ある。
トップルーティング
トップチューブ上にケーブルをはわせる方法。マウンテンバイク、シクロクロスなどに使用される。泥詰まりに強いが、ロードバイクのフロントディレイラーを使う場合、特殊なアタッチメントでケーブルを反転させなくてはならない。
ボトムルーティング
ダウンチューブに沿ってワイヤをはわせる従来からの古典的な処理。ロードバイク、一部のシクロクロスに多い。ロードバイク、マウンテンバイク双方フロントディレイラーともこの方法で使う種類のものを取り揃えてある。
ケーブル内蔵処理
煩雑なケーブル処理を避けるためにアウターケーブルごとフレームの中に入れてしまう処理。ランドナーやスポルティフなどの趣味の自転車やカーボンを使った非ダイヤモンドフレームのケーブル処理に使われる。フレームの途中でそのままアウターケーブルごと最初から最後まで通してしまう方法もあり、これを「フルアウター」と言う。シフトレバー台座直付け（これをやると特定のレバー以外は付けられない）などと同様、「特殊工作」と呼ばれる加工の一つで、受注製作のオーダー車に多い。2010年代後半からはMTBでも主流となっている。

#### ダボ
泥よけ、荷台など本来の自転車の走行機能には関係がないものを取り付けるネジ穴を「ダボ」と呼ぶ。英語では「eyelet」または「boss」と呼ばれる。競技用の自転車についていることはあまりないが、ランドナー、スポルティーフなどツーリング用自転車にはほとんど必須と言える工作である。

## ダイヤモンドフレームの種類

### ホリゾンタルフレーム
ホリゾンタルフレームとは、トップチューブが地面と平行になっているフレームである。もともとのダイヤモンドフレームはこの形状であり、ロードバイクはもちろん、初期のマウンテンバイクもこの形状だった。構造上、次に述べるスローピングに比べ大柄で重量的には不利となる。しかし、その整った外観を好む愛好者も多くいる。トップチューブを肩にかける担ぎを多用するシクロクロスではホリゾンタルフレームの愛用者が少なくない。2014年現在、マスプロメーカーではホリゾンタルフレームのロードバイクは少なくなってきているが、主にオーダーによってクロムモリブデン鋼で作るフレーム（ロードバイク、ランドナー、スポルティーフ」など）ではこのタイプの採用が多い。また、完全なホリゾンタルフレームはホリゾンタル換算トップチューブ長とフレームサイズが同一になるが、同じ車種でもフレームサイズによって若干スローピングしているものも多くある為、一般的にはホリゾンタル換算トップチューブ長とフレームサイズの長さが同じものがラインナップされてる車種はホリゾンタルフレームと呼ばれる。

### スローピングフレーム
スローピングフレームとは、トップチューブの後ろが下がるように取り付けられているフレームである。フロントサスペンションのストロークの分ヘッドが高くなりがちなマウンテンバイクのフレームから始まり、ロードバイクでも主流はこのタイプになった。構造上小柄になることから、フレームの剛性向上、軽量化・低重心化といった利点がある。工業製品としての利点も多く、ユーザー側には身長の低いライダーも乗車可能になるという利点、メーカー側には細かなフレームサイズを多種用意する必要がないという利点がある。トップチューブの傾斜度にはバリエーションがあり、傾斜をゆるく水平に近くして「セミスローピング」などと称されるタイプもある。2014年現在、マスプロメーカーのロードバイクは多くがこちらを採用している。個人のフレームビルダーも低重心、足付きのよさに注目して採用するところもある。台湾のジャイアント・マニュファクチャリングが、スローピングフレームの採用で有名である。
同じくトップチューブが後傾するスタッガード型との違いはシートステーの処理である。staggerとは交互、ずれる、ジグザグといった意味があり、元来はトップチューブから後方へ連続しているシートステーとの間にスタッガードでは段差が生じジグザグになっている。スローピングフレームはシートポストに対しトップチューブとシートステー両方の取付位置を下げており、より後傾した印象のフォルムとなる。
2020年現在ではスポーツ自転車の流行を受けて、廉価なシティサイクルでもスローピングないしはスタッガードのトップチューブを高めにしたスローピング風のデザインも見かけられるようになっている。
一部のロードバイクでは高速性を追求して極端な前傾姿勢で搭乗するためトップチューブの後方側が上がっている逆スローピング形状のフレームも存在する。

### ファニーバイク・非ダイヤモンドフレーム
ロードレースのタイムトライアル競技のみに見られたフレーム。現在はUCIにより、機材は「ダイヤモンドフレームである事」「前後車輪径は同じであること」という規定があるため、ロードレースでの使用が禁じられている。ただしUCIの管轄ではないトライアスロンに限っては、これらの規定はなく非ダイヤモンドフレームもしばしば使用される。
ファニーバイク
後輪は700Cのまま、前輪のみ24もしくは26インチ等の小径車輪にしたものである。前後異径の車輪を持つ車体外観が「Funny（おかしな）」と形容されたためこの名が付いたといわれる。乗車姿勢が極端に前屈みのポジションになり空気抵抗を少なくできるため、タイムトライアルレーサー等に、また前輪26インチ・後輪700C用のそれは女性や身長の低い男性など前後輪共700Cでは乗車できない人向け（シートチューブ長450mmモデル）に使用された。個人、チーム両方のタイムトライアルに使用されていたが、チームでのタイムトライアルにおいて使用する際は、前走者との距離を少なくし（前輪径が小さいため、より近付くことができる）チーム全体の空気抵抗を少なくする効果もある。
家庭用のママチャリにおいても、電動アシストの普及やチャイルドシート設置スペースの拡大を受けて、車体の延長が取り回しを妨げないよう小径車とすることが増えてきているが、速力を考慮し前輪のみ小径としたファニーバイク型も少数存在する。また性能上は無意味だがペニーファージング風のレトロ感を演出するため後輪を小さくしたファッションサイクルも極少数ある。
非ダイヤモンドフレーム
空気抵抗の向上の観点から従来のダイヤモンドフレーム以外のフレーム形状の模索が始まり、さらに金属加工技術の向上、カーボン素材の発達により一時期多種多様なフレーム形状が見られた。金属フレームとしてはトップチューブがないもの（「ビーム形式」と呼ばれる。beamで梁の事）、一体形成のものがあった。

## 注
1. ↑  足が短いためトップチューブを跨げず、片足を前三角に通してペダルを漕ぐ。『となりのトトロ』のカンタで有名。
2. ↑  各メーカーページでマウンテンバイクを参照